# Hospital Infanta Elena (Valdemoro)
El Hospital Universitario Infanta Elena es un hospital de la Comunidad de Madrid, situado en el municipio de Valdemoro. Fue inaugurado el 24 de noviembre de 2007 por la infanta Elena de Borbón, la presidenta de la Comunidad de Madrid Esperanza Aguirre y los alcaldes de los municipios a los que presta servicio. Forma parte del Área de Salud 11, junto al Hospital del Tajo (Aranjuez) y al Hospital Universitario 12 de octubre (Madrid).  Este centro hospitalario cuenta con 106 camas de hospitalización general (161 en 2017) y una superficie construida total de 53.271,85 m². Dispone de servicio de Urgencias, 10 quirófanos y 2 paritorios.

## Cobertura asistencial
Su cobertura de asistencia sanitaria cubre los municipios de Valdemoro, Ciempozuelos, Titulcia y San Martín de la Vega, en total cerca de 100.000 habitantes. Forma parte de la Red Pública Sanitaria de la Comunidad de Madrid, aunque se ha concedido su gestión a la empresa Quiron Salud. Se encuentra al noroeste del municipio, junto a la nueva autovía M-410. Cuenta con un aparcamiento de 733 plazas, y está previsto que el futuro Metro Ligero de Valdemoro tenga una parada junto al centro hospitalario.

## Cartera de servicios
| - Medicina Interna - Medicina Intensiva - Neurología - Neumología - Cardiología - Digestivo - Endocrinología - Infecciosas - Reumatología - Alergología | - Oncología - Nefrología - Geriatría - Rehabilitación - Psiquiatría - Cirugía General - Cirugía Ortopédica y Traumatología - Cirugía Digestiva - Cirugía Vascular - Cirugía Plástica - Urología | - Dermatología - Oftalmología - ORL. - Obstetricia - Ginecología - Pediatría - Neonatología - Anestesiología - Unidad Dolor - Radiología - Reanimación |